# 7062 Мельє
7062 Мельє (7062 Meslier) — астероїд головного поясу, відкритий 6 серпня 1991 року.
Тіссеранів параметр щодо Юпітера — 3,124.